# 廣開土太王 (電視劇)
《廣開土太王》（韓語：광개토태왕）是韓國KBS 1TV自2011年6月4日起製播的韓國電視劇，也是三國時代英雄傳第二部。是描寫高句麗復興期廣開土太王高談德一生的大河歷史劇，由李太坤、金承洙、林湖、朴正哲、吳智恩、李仁譓等人主演。

## 演員陣容
| - 李泰坤 飾演 談德 故國壤王的次子, 日後的高句麗19代廣開土太王。 - 金承洙 飾演 高雲 國相開研洙的兒子。 - 林湖 飾演 慕容宝 後燕皇帝慕容垂的兒子，也就是皇太子。 - 朴正哲 飾演 阿莘 百济關彌城主, 日後的百济17代阿莘王。 - 吳知恩 飾演 桃榮 國相開研洙的女兒，高雲的妹妹。 - 李仁譓 飾演 躍延 高武大將軍的女兒。 - 趙安 飾演 談珠담주 談望與談德的小妹。 - 金晶和 飾演 雪芝 靺鞨族的女戰士，道安的妹妹。 | - 洪景仁 飾演 連殺陀 高句麗最高的教育機關太學中學習文武的學生。 - 金正鉉 飾演 乭飛守 高句麗將軍。談德的護衛隊長。 - 尹承元 飾演 賀武智 高句麗策士。 - 方亨周 - 金明修 - 金永基 |

| - 宋龙台 飾演 伊連 高句麗18代故國壤王, 談德的父親。 - 李甫姬 飾演 高冶고야 高句麗王侯談德的母親。 - 鄭泰佑 飾演 談望담망 高句麗第一代王子談德的哥哥。 - 崔東俊 飾演 開研洙 消奴部的首長，總括高句麗國政數十年的國相。 - 吳旭哲 飾演 賈羅志 消奴部的重要大臣，開研洙的好友。 - 任秉基 飾演 呂邵易 掌管高句麗軍力的大當主，開研洙的心腹。 - 宣東赫 飾演 階弼 高句麗的忠臣，主張主和派，與負責外交的伊永為代表性人物，與談德對立。 - 崔尚勳 飾演 伊瑛 伊連的弟弟，負責外交領域。 | - 金鎮泰 飾演 高武 高句麗16代故國原王的弟弟。談德的叔公。 - 南成鎮 飾演 高昌 高武大將軍的次子，現都城的副城主。 - 李元發 飾演 牟頭英 高武大將軍的副手。 - 任大浩 飾演 牟頭婁 牟頭英的弟弟。 - 姜新祖 飾演 葛士武 平凡的兵士。 - 朴承浩 飾演 桃廣 現都城的將守。 - 姜志厚 飾演 蘇慕 連殺陀的朋友，追隨談德的將守。 - 李周碩 飾演 躍聞 太學出身的學生。 - 高仁範 飾演 馬樹 高武的心腹、謀臣。 |

| - 金東賢 飾演 慕容垂 後燕的建國者。 - 鄭浩根 飾演 馮跋 後燕最高的戰略家。 - 趙仁表 飾演 慕容熙 後燕太子·幕容寶的弟弟。 - 李永浩 飾演 慕容宙 後燕乐浪威王（章武王） - 金德賢 飾演 巨步 後燕兵士。 - 劉宗根 飾演 武甲 高句麗邊疆地帶買賣奴隸的奴隸商。 | - 金圭哲 飾演 雪道安 靺鞨勇猛的戰士。 - 朴尚奎 飾演 辰斯王 - 郑在坤 飾演 扶餘洪 - 郑义甲 飾演 眞武 - 赵在元 飾演 實聖麻立干 |

### 其他角色
- 李大路
- 李達亨

## 逸聞
- 飾演妍華的張新英外傳在試鏡時因行程理由無法參與演出，目前可能會由其他演員替代演出。

## 同時段競爭作品
- 能聽見我的心嗎？（MBC）
- 愛情萬萬歲（MBC）
- 神的晚餐（MBC）
- 新妓生傳（SBS）
- 女人的香氣（SBS）
- 要帥氣的生活（SBS）
- 傻瓜媽媽（SBS）

## 獲獎
19屆 韓國文化演藝大賞
- 電視劇部門 演技大賞：李泰坤
- 電視劇部門 作品賞
- 藝術新聞大賞：李泰坤

2011 KBS演技大賞
- 優秀演技賞 長篇電視劇部門：李泰坤

2012年第25屆Grime賞
- 優秀作品賞

## 外部連結
- KBS廣開土太王官方網站 （页面存档备份，存于）
- Gwanggaeto,The Great Conqueror Info,KBS Website (English) Archive.today的存檔，存档日期2013-01-11（英文）

## 作品的變遷
| KBS1 大河劇                                | KBS1 大河劇                                 | KBS1 大河劇 |
| ------------------------------------------ | ------------------------------------------- | ----------- |
|                                            | 廣開土太王 （2011年6月4日 - 2012年4月29日） |             |
| 近肖古王 （2010年11月6日 - 2011年5月29日） | 大王之夢 （2012年9月8日 - 2013年6月9日）    |             |

| 臺灣 MOD龍華戲劇台 星期一至五 19:00 - 20:55 | 臺灣 MOD龍華戲劇台 星期一至五 19:00 - 20:55 | 臺灣 MOD龍華戲劇台 星期一至五 19:00 - 20:55 |
| ------------------------------------------- | ------------------------------------------- | ------------------------------------------- |
|                                             | 廣開土太王 （2013年2月18日－2013年6月25日） |                                             |
| 不詳                                        | 不詳                                        |                                             |

| 緬甸 SKYNET International Drama 星期五至日 18:30-19:45 | 緬甸 SKYNET International Drama 星期五至日 18:30-19:45 | 緬甸 SKYNET International Drama 星期五至日 18:30-19:45 |
| ------------------------------------------------------ | ------------------------------------------------------ | ------------------------------------------------------ |
|                                                        | 廣開土太王 （2012年11月17日 - 2013年6月16日）          |                                                        |
| 仁醫 （2012年9月28日 - 2012年11月16日）                | 武神 （2013年6月21日 - 2013年10月26日）                |                                                        |

| KBS World 24 星期二至五 05:00 - 06:05  | KBS World 24 星期二至五 05:00 - 06:05       | KBS World 24 星期二至五 05:00 - 06:05 |
| -------------------------------------- | ------------------------------------------- | ------------------------------------- |
|                                        | 廣開土太王 （2020年3月31日 - 2020年9月4日） |                                       |
| 推奴 （2020年2月18日 - 2020年3月27日） | 黃真伊 （2020年9月8日 - 2020年10月16日）    |                                       |